# Lorenzo Nuvoletta
Lorenzo Nuvoletta (1 de janeiro de 1931 - 7 de abril de 1994) foi o chefe do Clan Nuvoletta, uma poderosa organização da Camorra que havia como base a cidade de Marano di Napoli, localizada nos arredores de Nápoles. Entre as décadas de 1970 e 1990 os Nuvoletta foram considerados uma das organizações mais importantes dentro da Camorra.

## O Clan Nuvoletta
Lorenzo Nuvoletta e seus irmãos Ciro, Gaetano e Angelo foram os herdeiros de uma família de latifundiários. Seu avô e sua mãe haviam acumulado grandes terras, com as frutas provenientes dos cultivos exportadas para outras áreas. Na década de 1960, eles se juntaram ao clã de Antonio Maisto, o qual estava traficando cigarros. Após as suas primeiras explorações com o Clã Maisto, eles se diversificaram e se tornaram proprietários significativos, usando fundos estatais destinados a estabelecer pequenas terras agrícolas. Eles fizeram gastar fortunas ao governo italiano e à Comunidade Económica Europeia (CEE), intimidando os funcionários dos seguros, bem como os agricultores locais que tomaram empréstimos de empresas financeiras administradas pelos Nuvoletta.

## Ligações com a Máfia Siciliana
Além de ser membro da Camorra, Lorenzo Nuvoletta também foi iniciado na Máfia Siciliana. De acordo com o traidor da Máfia (pentito) Tommaso Buscetta, Lorenzo tinha grandes contatos com Luciano Leggio e Salvatore Riina e com a mafia de Corleone, bem como com Michele Greco. De acordo com o chefe da máfia Giuseppe Di Cristina, os Nuvoletta mantinham um depósito e possivelmente uma refinaria de heroína em nome de Liggio. Vários clãs da Camorra e da Máfia chegaram a um acordo sobre a divisão dos carregamentos de cigarros contrabandeados que chegavam no porto de Nápoles, em uma reunião em 1974, na villa de Lorenzo Nuvoletta em Marano. Com Umberto Ammaturo, o clã também se dedicou ao tráfico de cocaína.
Os Nuvoletta e, em particular, Lorenzo, eram importantes membros da Nuova Famiglia (NF), uma coalizão de clãs da Camorra criada na década de 80 para enfrentar a Nuova Camorra Organizzata (NCO) de Raffaele Cutolo. Cutolo queria unir a Camorra sob sua liderança. O apoio da máfia siciliana foi crucial na guerra entre a NF e o NCO, que terminou com a derrota de Cutolo. No entanto, com Cutolo e o NCO fora do jogo, a aliança da NF logo se desintegrou, com uma guerra entre o clans liderados por Antonio Bardellino e os Nuvoletta, no final de 1983. Esta guerra acabou com o assassinato de Ciro Nuvoletta e massacre de Torre Annunziata, após o último fato, Gionta tornou-se o  desconfortável e perigoso teve que ser morto. Mas Nuvolettas decidiu vendê-lo à polícia em junho de 1985 para estar em paz com Bardellino, esta afirmação foi feita pelo jornalista Giancarlo Siani que foi morto por este artigo.

## Prisão
Em 1984, o juiz antimafia Giovanni Falcone emitiu um mandado de prisão contra Nuvoletta devido a sua associação à mafia.
Em 7 de dezembro de 1990, Lorenzo foi preso juntamente com outros membros do clã e o político democrata local., durante uma cúpula do clã no bunker de sua villa, na saída de Marano. Ele havia sido um fugitivo por dez anos. Em janeiro de 1992, ele foi condenado a nove anos de reclusão por associação a Máfia.
Devido a uma grave doença, foi concedida a prisão domiciliar a Lorenzo. Ele faleceu em 7 de abril de 1994, devido ao câncer no fígado.